# Nők a Nőkért Együtt az Erőszak Ellen
A Nők a Nőkért Együtt az Erőszak Ellen (rövidítve: NANE) Egyesület 1994 januárjában alakult, majd február 14-én került bejegyzésre azzal a céllal, hogy segélyvonalat indítson bántalmazott nők részére. A segélyvonal mind a mai napig az egyetlen olyan célzott telefonos szolgáltatás e témában, amelyet képzett női önkéntesek működtetnek civil szervezeti keretek között. Az este hattól tíz óráig tartó ügyelet napi 5-8 bántalmazással és családon belüli erőszakkal kapcsolatos ügyet regisztrál.

## Története
Az elsősorban áldozatsegítéssel foglalkozó szervezet előfutárának a rendszerváltás idején 1990-ben megalakult Feminista Hálózat tekinthető, ami jelenleg inaktív.
1991 óta minden évben megrendezik a 16 Akciónap nevű eseménysorozatot. Az 1981-ben bevezetett nők elleni erőszak megszüntetésének világnapjaval kezdődik november 25-én. Aznap NANE Egyesület a Néma Tanúk nevű csendes felvonulással emlékezik a nők elleni erőszak áldozataira. A 16 Akciónap december 10-ével az Az emberi jogok világnapjaval zárul.
1997-ben eljárást indított az Alkotmánybíróságnál a nemi erőszak bűncselekményként való elismertetéséért abban az esetben is, ha az a házasságon belül történik.
1999-ben az egyesület kiemelkedően közhasznú státuszt kapott.
Belőle kiválva 2006-ban jegyezték be a Patent Egyesületet (Patriarchátust Ellenzők Társasága), ami a nőjogi aktívizmust, jogsegélyszolgálatot és a társadalmi részvételt folytatta.
A 2010-es években Szívdobbanás néven működött az egyesület iskolai edukációs programja, amit a 2020-as évekre a Lázadó lányok tábor váltott fel.

## Tevékenységek
Az egyesület szerint a párkapcsolaton belüli és a családon belüli erőszak nem magánügy. Számos nemzetközi egyezmény és javaslat kimondja, hogy a családon belüli nők és gyerekek elleni erőszak a nőkkel szembeni diszkrimináció egyik formája, és ezért megszüntetése állami feladat. Egy ilyen mértékű társadalmi problémát egyetlen civil szervezet sem tud egymaga megoldani, ezért a NANE a meghallgatásban és az ítélet mentes megértésben, valamint a családon belüli erőszak társadalmi jelenségéről szóló ismertetek terjesztésében (akár publikációk, akár önérdekérvényesítési tudatosságot növelő tréningek vagy kampányok formájában) tud segíteni.
Mivel Magyarországon a NANE Egyesület az egyetlen családon belüli erőszakra specializálódott női civil szervezet, az elmúlt évek során tevékenységeinek köre jelentősen kibővült. Reformokat kezdeményezett például olyan jogi, államigazgatási-eljárási területeken, ahol az állam jelenleg nem szolgáltat igazságot a családon belüli erőszak áldozatainak. 

### NANE segélyvonal nők és gyerekek elleni erőszak áldozatainak és segítőiknek
Ingyenes, anonim segélyvonal, telefonszáma +36-80-505-101, és hétfőn, kedden, csütörtökön és pénteken 18 és 22 óra között, szerdán 12 és 14 óra között hívható. Hívhatják családon belüli és szexuális erőszak áldozatai és segítőik.

### Erő a változáshoz csoport
Ártalomcsökkentő és önbecsülésnövelő csoportokat szerveznek olyan nők részére, akik bántalmazó párkapcsolatban éltek, és szeretnének megszabadulni a kapcsolat romboló hatásától.

### Képzések
- Az áldozatokkal találkozó szakemberek, fiatalokkal dolgozó szakemberek és pszichológusok számára, illetve a prostitúció és az emberkereskedelem áldozatait segítő szociális munkáról és az erőszakmentes/asszertív kommunikáció témájában.
- Traumafókuszú szupervíziók traumatizált embereket segítő szakembereknek és traumafókuszú esetmegbeszélés szakemberek részére

## Külső hivatkozások
- Az egyesület honlapja